# 鑄造模擬軟體
鑄造模擬軟體為一個系統分析軟體，應用在鑄造的流程當中。一般的模擬軟體可以計算出金屬湯從鑄模中的豎澆道(Sprue)倒入之後，流經過橫流道(Runner)，最後經過進水口(ingate)進入到鑄件當中，金屬湯會慢慢的開始填滿整個模穴，當整個模穴都填滿後，金屬湯開始慢慢的冷卻凝固，最後變成固態，形成所需要的鑄件。
目前主要開發此軟體的國家包括：德國、法國、美國及日本等工業國家，目前軟體的發展趨勢朝鑄造過程中可能產生的鑄疵、金屬流體在模穴中的狀態分析-流速、壓力、溫度，及生產流程最佳化。
鑄造工廠目前使用上，在企業經營上可獲得的好處有：
1. 降低生產成本：傳統在鑄件開發階段，通常利用試誤法來找到生產的最佳工法，但在開發過程中要花費很多的人力時間、材料費用、熔解電力等，故如果利用軟體模擬方式，就可以減少前述的成本。
2. 教育新進人員：現在的鑄造廠不太容易找到年輕學子來投入此行業，主要原因有-工作環境不好，高溫高污染，再者現場的資深員工較不願將鑄造技術傳授給新進員工，所以在沒辦法學到專業，也沒有工作成就感時，就容易提高公司的離職率，此軟體可以取代部份現場的技術教學，而且容易表達其原理，讓新進人員易於吸收。
3. 與國際大廠接軌：世界上主要的工業國家都在積極的發展類似軟體，所以在這些國家的鑄造廠應用已算相當普遍，鑄造業若要繼續發展下去，必然要在資訊系統上跟國外廠商接軌，以加速訊息的流通。
4. 降低廢品率(scrap rate)：在進入大量生產前，若可以先利用軟體進行分析，則可以大大降低進入大量生產時，因為設計上的錯誤而產生大量的廢品。